# Saint-Romain-sur-Gironde
Saint-Romain-sur-Gironde foi uma comuna francesa localizada no departamento de Charente-Maritime na região administrativa da Nova Aquitânia, no sudoeste da França. Em 1 de janeiro de 2018, passou a formar parte da comuna de Floirac.